# GPR22
GPR22 (англ. G protein-coupled receptor 22) – білок, який кодується однойменним геном, розташованим у людей на короткому плечі 7-ї хромосоми. Довжина поліпептидного ланцюга білка становить 433 амінокислот, а молекулярна маса — 49 265.
| 10         |  | 20         |  | 30         |  | 40         |  | 50         |
| ---------- |  | ---------- |  | ---------- |  | ---------- |  | ---------- |
| MCFSPILEIN |  | MQSESNITVR |  | DDIDDINTNM |  | YQPLSYPLSF |  | QVSLTGFLML |
| EIVLGLGSNL |  | TVLVLYCMKS |  | NLINSVSNII |  | TMNLHVLDVI |  | ICVGCIPLTI |
| VILLLSLESN |  | TALICCFHEA |  | CVSFASVSTA |  | INVFAITLDR |  | YDISVKPANR |
| ILTMGRAVML |  | MISIWIFSFF |  | SFLIPFIEVN |  | FFSLQSGNTW |  | ENKTLLCVST |
| NEYYTELGMY |  | YHLLVQIPIF |  | FFTVVVMLIT |  | YTKILQALNI |  | RIGTRFSTGQ |
| KKKARKKKTI |  | SLTTQHEATD |  | MSQSSGGRNV |  | VFGVRTSVSV |  | IIALRRAVKR |
| HRERRERQKR |  | VFRMSLLIIS |  | TFLLCWTPIS |  | VLNTTILCLG |  | PSDLLVKLRL |
| CFLVMAYGTT |  | IFHPLLYAFT |  | RQKFQKVLKS |  | KMKKRVVSIV |  | EADPLPNNAV |
| IHNSWIDPKR |  | NKKITFEDSE |  | IREKCLVPQV |  | VTD        |  |            |

A: Аланін

C: Цистеїн

D: Аспарагінова кислота

E: Глутамінова кислота

F: Фенілаланін

G: Гліцин

H: Гістидин

I: Ізолейцин

K: Лізин

L: Лейцин

M: Метіонін

N: Аспарагін

P: Пролін

Q: Глутамін

R: Аргінін

S: Серин

T: Треонін

V: Валін

W: Триптофан

Кодований геном білок за функціями належить до рецепторів, g-білокспряжених рецепторів, білків внутрішньоклітинного сигналінгу. 
Локалізований у клітинній мембрані, мембрані.